# Los Manguitos
Los Manguitos är en ort i Mexiko.   Den ligger i kommunen Zihuateutla och delstaten Puebla, i den sydöstra delen av landet, 170 km nordost om huvudstaden Mexico City. Los Manguitos ligger 698 meter över havet och antalet invånare är 152.
Terrängen runt Los Manguitos är huvudsakligen kuperad, men den allra närmaste omgivningen är platt. Runt Los Manguitos är det ganska tätbefolkat, med 60 invånare per kvadratkilometer. Närmaste större samhälle är Xicotepec de Juárez, 16,2 km väster om Los Manguitos. Omgivningarna runt Los Manguitos är en mosaik av jordbruksmark och naturlig växtlighet.